# Absolon Dániel
Absolon Dániel (1640? – 1697?), akit Lilienberg Dániel néven is emlegetnek, a kuruc idők egyik érdekes, rendkívül mozgalmas életpályát befutott személyisége.

## Élete
Egyes adatok szerint Késmárkon született, de van olyan történeti munka, amely szerint külföldön.  A lutheránus - evangélikus - Absolon a  soproni  Vitnyédy Istvánnak, a 17. század híres ügyvédének gyakornoka volt, és így részese lett a Wesselényi-összeesküvésnek, amelynek, és az 1670-ben kirobbant,  Habsburg-ellenes felső-magyarországi felkelésnek a bukása után, Erdélybe menekült, gyarapítva a később kurucoknak nevezett bujdosók népes táborát.
Az iskolázott Absolon a bujdosók egyik legismertebb diplomatája lett. 1674-ben képviselte őket Lengyelországban, azon az országgyűlésen, amelyen Sobieski Jánost  (III. Jánost) királlyá választották.  1675-ben és 1676-ban is Lengyelországban járt, 1676-ban kétszer is: Februártól augusztusig volt ott, majd októberben visszaindult oda, de 1676. decemberben már Erdélyben volt. Ezután történt az, ami kiemelkedik a diplomáciai küldetései közül: 1677. május 27-én, Varsóban, a bujdosók, I. Apafi Mihály erdélyi fejedelem és XIV. Lajos, a „Napkirály” közötti szövetségesi szerződés megkötésekor – Faygel Péterrel és Farkas Fábiánnal együtt – a bujdosók képviselője volt, a magyar követek Erdélyből, 1677. április végén indultak Lengyelországba. 
A bujdosók, az 1678. március 7-én, Somkúton tartott gyűlésükön Teleki Mihályt választották fővezérüknek, aki mellé tizenkét tagú tanácsot és más tisztségviselőket is választottak, továbbá különböző udvarokhoz követek küldéséről határoztak.  A követek egyike Absolon lett, aki a lengyel és a francia királyi udvarhoz kapott megbízást, "távollétében", ugyanis előző évi (1677) varsói útjáról nem tért vissza, ezúttal Lengyelországban várakozott. 1678 júniusában Sobieski János fogadta Absolont, aki ezután utazott Franciaországba, ahol októberben XIV. Lajos is fogadta, majd az év vége előtt, visszatért Varsóba. Az 1679-es esztendőt Lengyelországban töltötte, követve a királyi udvar, és Béthune márki, a francia követ országjárását. 1680 márciusának végén visszatért Erdélybe, de még ebben az évben, augusztusban, Apafi és Teleki megbízásából, újra külföldi követségbe indult. 1680 szeptemberében Sobieski, majd októberben - és novemberben is - XIV. Lajos fogadta, tárgyalt vele Colbert, a neves miniszter, és csak december utolsó napjaiban indult vissza Erdélybe.
Absolon később - egyes források szerint csak 1682-ben - a Felső-Magyarország fejedelmévé lett "kuruckirály", Thököly Imre szolgálatába lépett, akinek titkára, majd kancellára lett. 1683 októberében, mint Thököly egyik követe, részt vett egyrészt az I. Lipót császár-király kiváló hadvezére, Lotaringiai Károly herceg, másrészt Sobieski János  (III. János) lengyel király megbízottaival folytatott tárgyalásokon. Thökölyt - a szövetségesi kapcsolat ellenére - a váradi pasa 1685. október 15-én elfogatta, a törökök csak 1686. január 2-án bocsátották szabadon. Absolon ekkor még - sok kuruccal ellentétben - megmaradt Thököly hűségén, nem állt át a labancokhoz, hanem visszahúzódott a Zrínyi Ilona, Thököly felesége védte Munkácsba, az egyetlen Thököly híveinek kezén maradt várba. Zrínyi Ilona megbízásából, 1686 novemberében, követként Sobieski Jánosnál járt, ugyanis ebben az évben, április végén, negyvenhét napi eredménytelen ostrom után, a császáriak - átmenetileg - elvonultak a vár alól, de 1687. tavasztól kezdődően, Terzi gróf vezetésével, ismét ostromzár alá fogták Munkácsot. 
A hosszantartó ostrom alatt megváltozott Absolon álláspontja: A Thökölytől érkezett, egyik levelet félreértve, abból a fejedelem elbizonytalanodását, a császár oldalára történő átállásának a szándékát olvasta ki. Absolon ezért elfordult Thökölytől, és elérte azt, hogy Zrínyi Ilona, az 1688. január 14-én kötött megállapodással, Munkácsot átadta Antonio Caraffa császári tábornoknak, amit már a várkapitány, Radics András sem ellenzett.
Munkács átadása után, Absolon Caraffa titkára lett, akinek a neve Magyarországon az 1687-ben működött eperjesi vésztörvényszék kapcsán vált hírhedtté. A tábornok szolgálatában részt vett a császáriak és Teleki Mihály tárgyalásain, amelyet lezáró megállapodás (1688. május 9., Szeben), Erdélynek a töröktől való végleges elszakadásához, és I. Lipót fennhatóságának elfogadásához vezetett. Később, I. Lipót, a svéd királyi udvarba küldte Absolont, aki pályafutását a császár diplomatájaként fejezte be.
Halálának, éppúgy, mint születésének, a pontos időpontja ismeretlen, feltehetően 1697 körül hunyt el. 